# Fahrrad- und Metallwerke L. Bauer & Co.

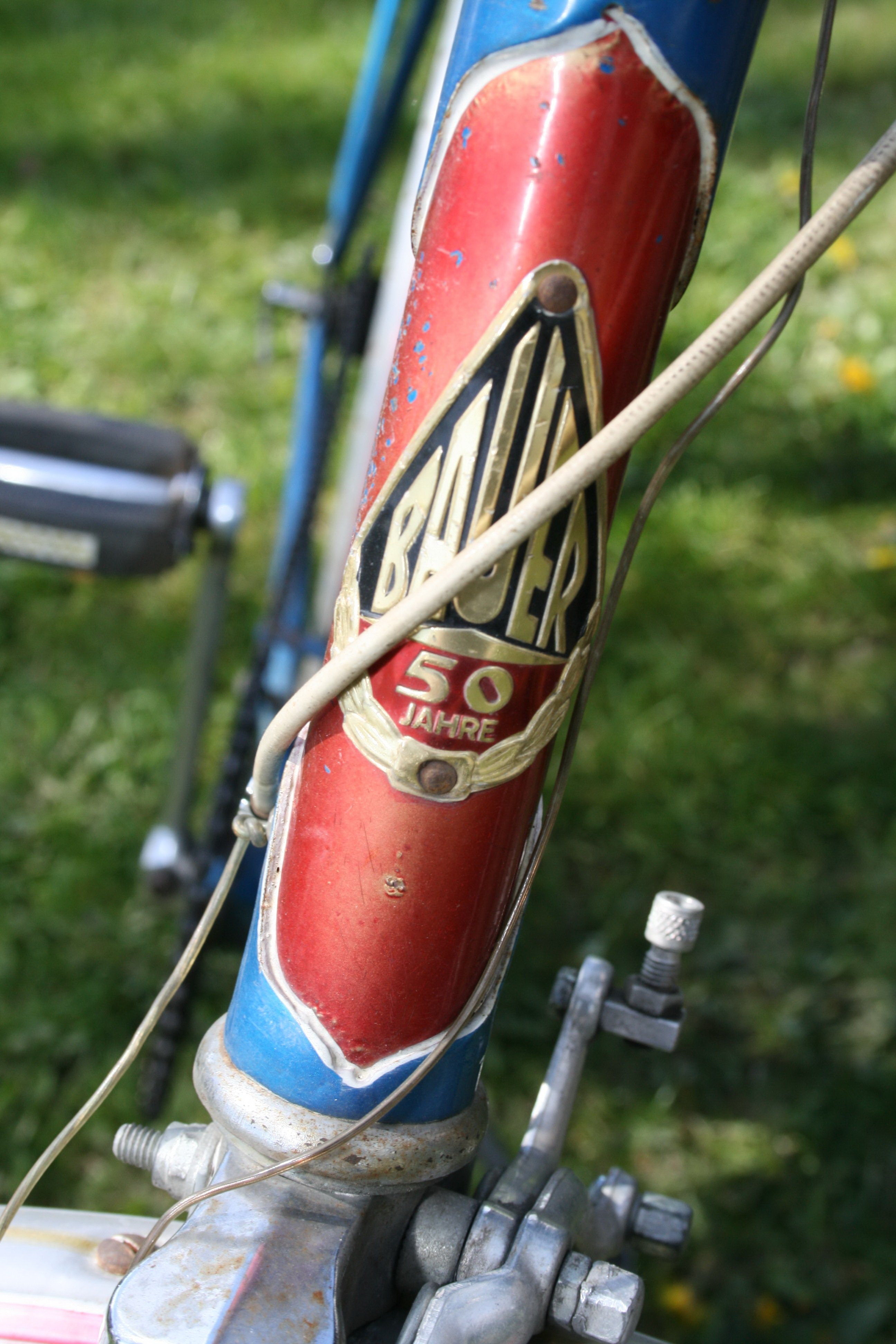
Rahmendetail

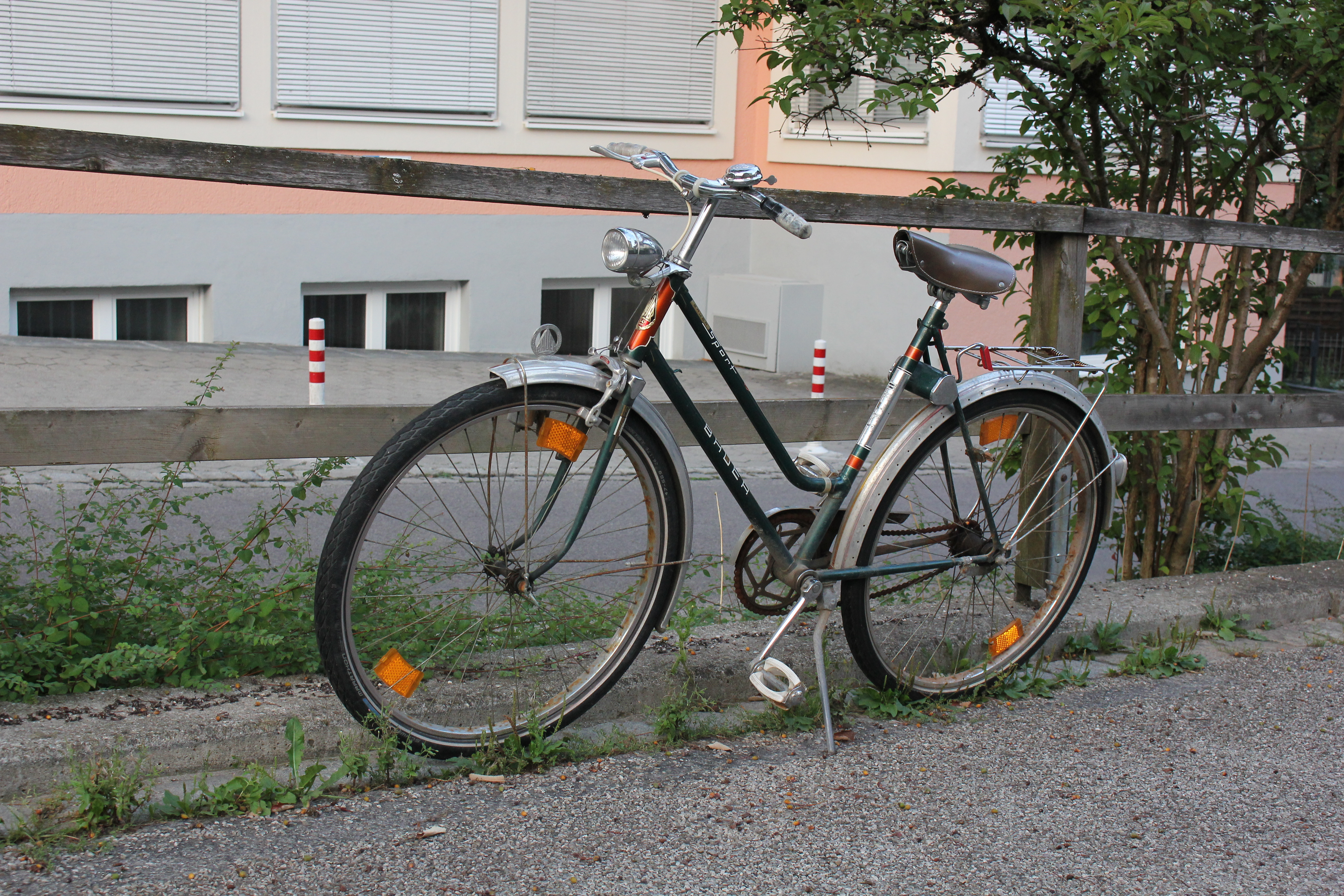
Bauer-Fahrrad, 1961–68

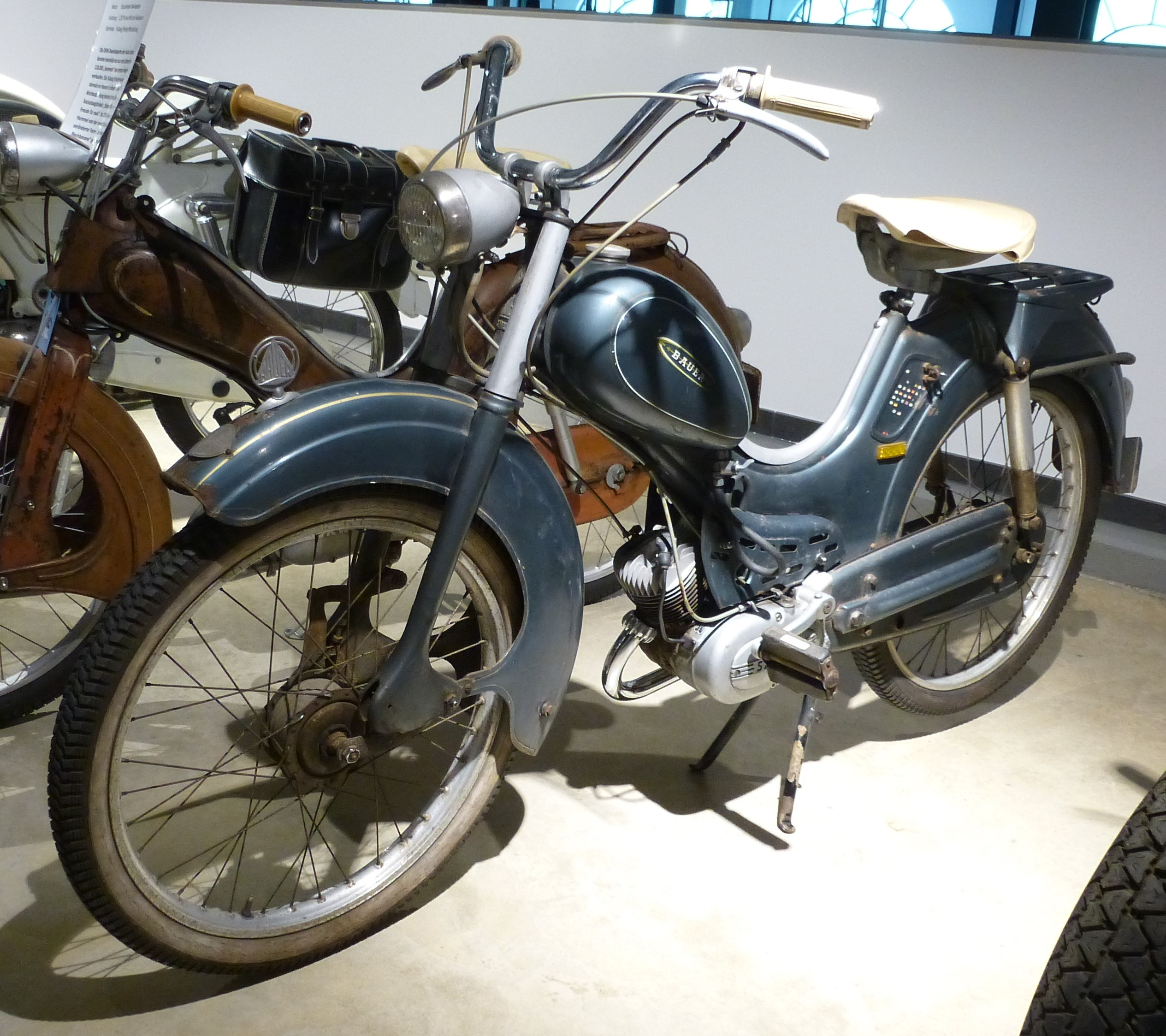
Bauer-Motorrad im Zylinderhaus

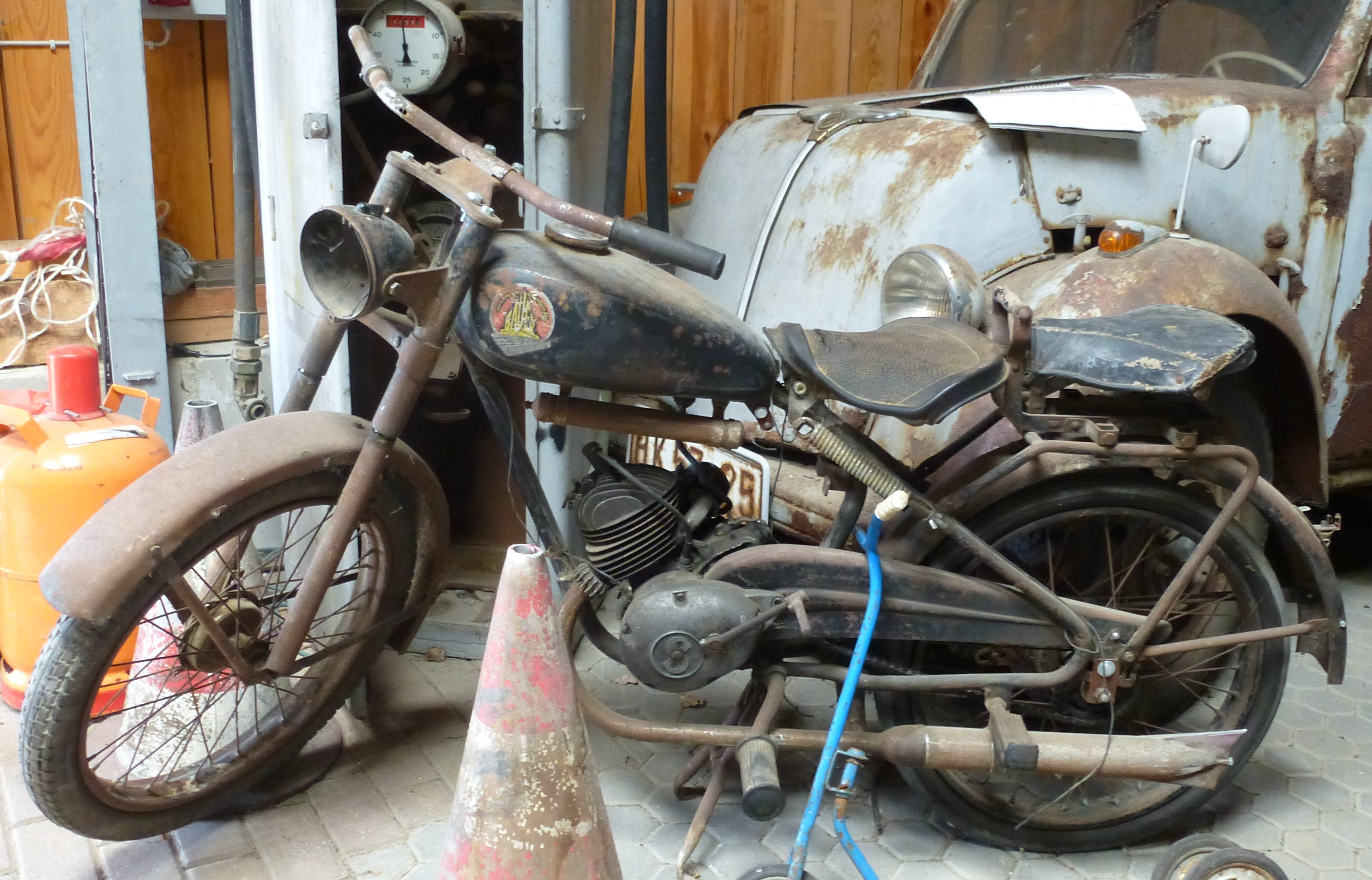
Bauer-Motorrad

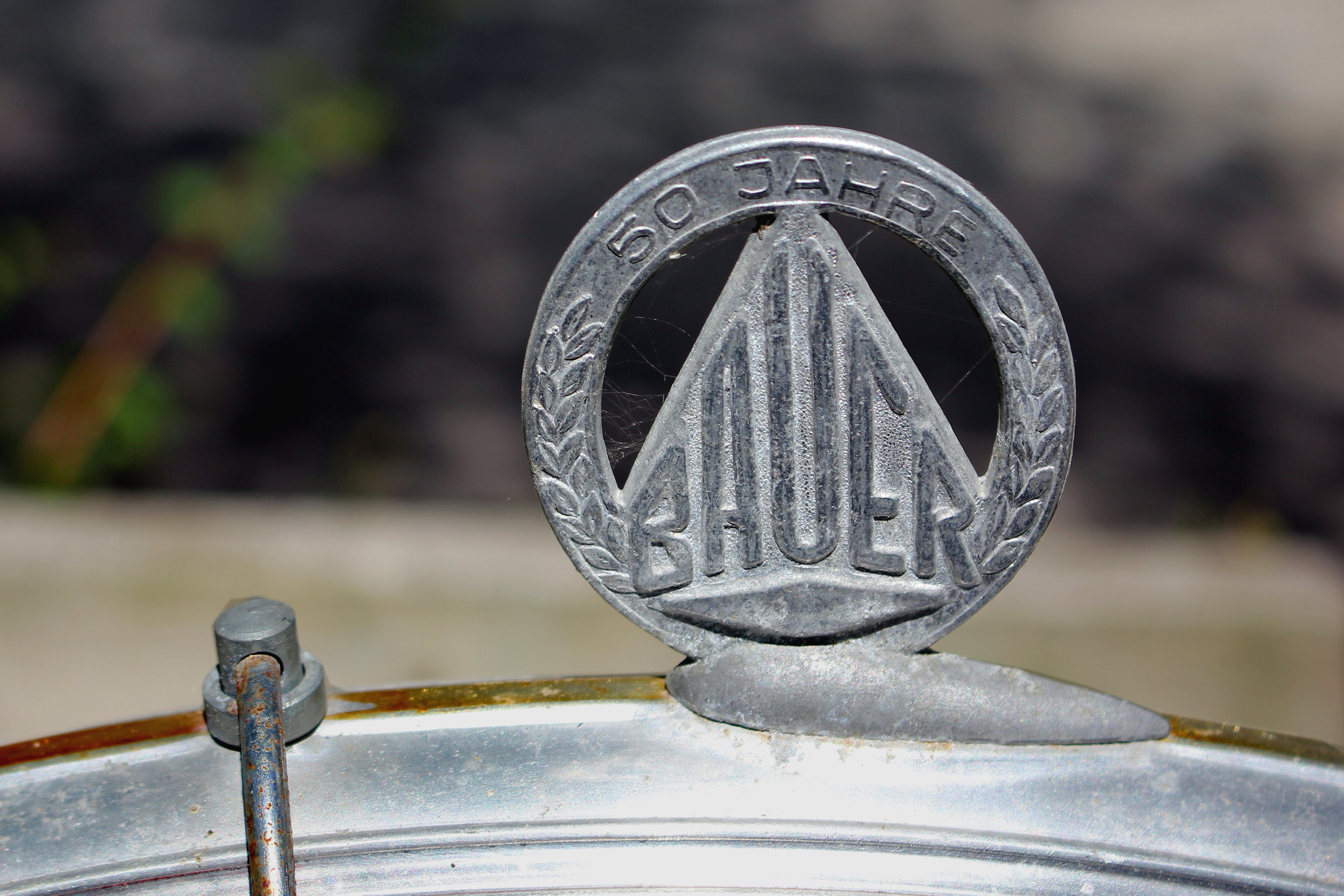

Die Fahrrad- und Metallwerke L. Bauer & Co. in Klein-Auheim waren ein Fahrzeughersteller, der von 1922 Fahrräder und ab 1936 motorisierte Fahrzeuge wie die Bauer Saxonette oder das Motorrad Bauer B 100 produzierte.

## Firmengeschichte
Das Unternehmen wurde 1911 in Frankfurt-Heddernheim als Metallwarenhersteller gegründet. Mit dem Umzug im Jahr 1914 nach Klein-Auheim erfolgte die entwicklungs- und produktionstechnische Ausrichtung des Warensortiments auf Fahrräder und die dazugehörigen Zubehörteile, insbesondere auf Fahrraddynamos und Lampen, sowie ab 1936 auf Motorräder mit Sachs- und ab 1948 mit Ilo-Motoren. 1936 kam die Bauer B 100 auf den Markt, ein kleines Motorrad mit 98-cm³-Sachs-Motor, 2,25 PS, Zweiganggetriebe und Kickstarter. Während des Zweiten Weltkrieges war Bauer wie viele andere Unternehmen Rüstungsbetrieb und stellte Hüllen für Handgranaten und Panzerfäuste her. Unmittelbar nach dem Krieg begann die Produktion von Kochtöpfen und anderen Haushaltswaren wie auch wieder von Fahrrädern, die bei der in Hanau stationierten US-Army Interesse fanden und in größerer Stückzahl in die USA exportiert wurden. Schon 1947 wurden täglich fast 1000 Fahrräder produziert. 1949 wagte sich Bauer auf das „Gebiet der Motorraderzeugung“ mit der Konfektionierung von Zweiradmodellen über 98 cm³ Hubraum, die mit Sachs- und Ilo-Motoren von 123, 147 und 174 cm³ Hubraum ausgestattet waren. 1952 wurde ein Motorrad mit selbstentwickeltem Einzylinder-Viertaktmotor bekannt, 248 cm³ Hubraum und OHV-Ventilsteuerung, das nicht in Serie ging. Die Weiterentwicklung dieser Konstruktion überstieg die finanziellen Möglichkeiten von Bauer und führte 1953 zum Ende der Motorradproduktion.
Im Jahr 1968 meldeten die Bauer-Fahrradwerke Insolvenz an und wurden von Rowenta aufgekauft, die etwa ein Drittel der Belegschaft übernahm und bis 1993 in den Betriebsstätten Metallwaren herstellte.

## Sponsoring
Die Bauer-Fahrradwerke traten bis in die 1950er-Jahre hinein als Sponsor eines eigenen Rennstalles auf und konnten mit den von ihnen unterstützten Fahrern Erfolge erzielen. So gelang es beispielsweise bei den UCI-Straßen-Weltmeisterschaften 1952 Heinz Müller und Ludwig Hörmann, auf Bauer-Rennrädern den ersten und dritten Platz zu belegen.